# Ancien régime
Ancien régime ([ansjen réžim] fr. starý režim) označuje společenské a politické uspořádání ve Francii od konce 16. století do konce 18. století, resp. do vypuknutí Velké francouzské revoluce v roce 1789.

## Historie

Ludvík XIV., řečený Král Slunce, za jehož vlády dosáhla absolutistická forma vlády svého vrcholu na obraze Hyacintha Rigauda

V původním smyslu představuje ancien régime všechny „staré principy“, které měly být revolucí odstraněny. Byla to zejména absolutistické monarchie (určitým symbolem moci panovníka se staly lettres de cachet) a zastaralý systém vztahů mezi katolickou církví, šlechtou a třetím stavem.

## Rozšíření pojmu
V průběhu času se pojem poněkud rozšířil a může označovat mocenský řád a státní zřízení silných evropských států, které v průběhu 17. a 18. století (kromě konstitučních monarchií typu Britského impéria) stály na neomezené moci panovníka a kde také od konce 18. století docházelo (v souvislosti s francouzskými událostmi) k určitým politickým a společenským změnám. Vlivem kolonialismu a imperialismu se částečně tento trend přenášel i na jiné kontinenty.